# Cranaus
Genre
Synonymes
- Megacranaus Roewer, 1913
- Procranaus Roewer, 1917
- Alausius Roewer, 1932

Cranaus est un genre d'opilions laniatores de la famille des Cranaidae.

## Distribution
Les espèces de ce genre se rencontrent en Équateur, en Colombie et au Guyana.

## Liste des espèces
Selon World Catalogue of Opiliones (10/08/2021) :
- Cranaus albipustulatus Roewer, 1943
- Cranaus albituberculatus (Roewer, 1943)
- Cranaus areolatus (Roewer, 1932)
- Cranaus filipes (Roewer, 1917)
- Cranaus injucundus (Wood, 1869)
- Cranaus mirus (Roewer, 1932)
- Cranaus praedo (Wood, 1869)
- Cranaus pygoplus Roewer, 1913
- Cranaus spinipalpus (Wood, 1869)

## Publication originale
- Simon, 1879 : « Essai d'une classification des Opiliones Mecostethi. Remarques synonymiques et descriptions d'espèces nouvelles. Première partie. » Annales de la Société Entomologique de Belgique, vol. 22, p. 183–241 (texte intégral).